# Miloš Vlček
Miloš Vlček (12. února 1939 Brno – 29. prosince 2019 Brno) byl český restaurátor, sochař a řezbář.

## Život a dílo
Vystudoval Střední školu uměleckých řemesel v Brně, Vysokou školu uměleckoprůmyslovou v Praze, řezbářskému řemeslu se vyučil u Heřmana Kotrby v Brně na Petrově. Žil v bývalém Vránově mlýně v Mokré Hoře.
V kotrbovské dílně na Petrově 5 v Brně strávil celkem tři desetiletí. Využíval ji jako ateliér pro vznik větších realizací pro architekturu, kterým se většinu života věnoval. S Kotrby příležitostně spolupracoval i jako restaurátor – mezi jeho nejznámější práce patří zachráněný gotický oltář v Levoči, nebo v Trnavě během prací na hlavním oltáři tzv. univerzitního kostela. Na své řezbářské začátky u Kotrbů vzpomínal jako na léta objevování práce s dlátem, podpory ve svém snažení. Dílnu však později chápal i jako oázu klidu normalizačního Brna a místo setkávání.

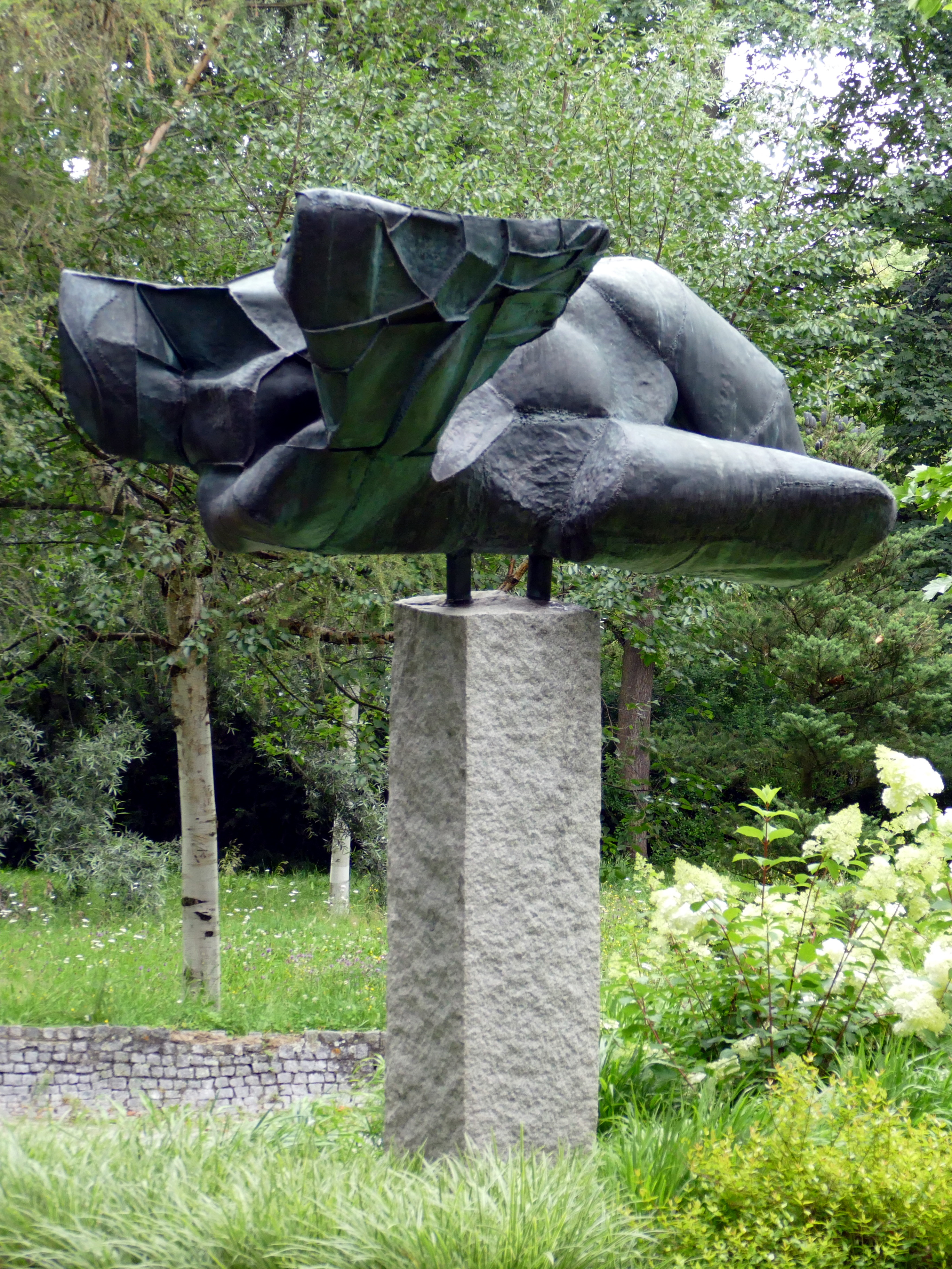
Měděná plastika s motivem ležícího torza, Třeboň 1984

Spolu s Heřmanem Kotrbou a malířem Vladimírem Svobodou se podíleli na realizaci moderních plastik ve veřejném prostoru (mj. hotel Patria Kežmarské Zruby (zde např. vodní kaskádu, dřevěnou skulpturu do výtahové haly, reliéfní nápis Vatrabar, výzdobu Vatrabaru (dekorativní dřevěná mříž, obložení sloupů a stěn) a mohutné šachové figurky pro šachovnici 9. patra hotelu), JZD Hovorany, Bioveta Ivanovice na Hané, odpočívadla na dálnici D2 a výzdoba brněnského hotelu Voroněž.
Nejraději pracoval se dřevem, při tvorbě však používal i další materiály, například mosaz. Pro Brněnský plenér v roce 2004 na vymyslel ideu instalace Loď, umístěnou přímo do areálu lodní dopravy v přístavišti, která vzdává hold plavení se po Brněnské přehradě. Vzhledem ke své nemoci realizaci svěřil svým dvěma synům Patrikovi a Lukášovi.
Zúčastnil se řady výstav doma i v zahraničí – například na Slovensku, v Německu, Polsku či Francii. Jeho čtyřmetrová dubová plastika – stylizovaná loď – je instalována ve veřejném prostoru v Minnesotě.
Vytvořil také portréty řady významných osobností – například Jana Skácela, Jana Zahradníčka, Alfonse Muchy či Jakuba Demla. Za celoživotní dílo byla Miloši Vlčkovi v roce 2010 udělena Cena města Brna v oboru výtvarné umění.